# Варела, Фернанду
Фернанду Лопеш душ Сантуш Варела (порт. Fernando Lopes dos Santos Varela; 26 ноября 1987, Кашкайш, Португалия) — кабо-вердианский футболист, защитник португальского клуба «Алверка». Выступал за сборную Кабо-Верде.

## Клубная карьера
Варела родился в Португалии в семье выходцев из Кабо-Верде. Начал играть в футбол в клубе «Эшторил-Прая», однако пробиться в основную команду не сумел и вынужден был на правах аренды перейти в клуб третьего дивизиона «Риу-Майор». Летом 2007 года вернулся в «Эшторил-Прая», выступавший во втором дивизионе, но так и не стал игроком «основы».
В начале 2009 года перешёл в «Трофенсе», выступавший в Лиге Зон Сагриш, но летом того же года команда покинула элитный дивизион. Фернанду провел в команде ещё два сезона.
Летом 2011 года снова вернулся в высший дивизион, став игроком клуба «Фейренсе», в котором провёл весь сезон 2011/12.
Своей игрой привлёк внимание представителей тренерского штаба румынского клуба «Васлуй», к которому присоединился 29 мая 2012 года, подписав трехлетний контракт. Дебютировал за команду в чемпионате 22 июля 2012 года в выездном матче против бухарестского «Рапида» (2:2). В течение всего следующего сезона в составе «Васлуя» был основным игроком защиты команды.
В состав клуба «Стяуа» перешёл 3 сентября 2013 года за 1 250 000 евро и в первом же сезоне выиграл с командой чемпионат Румынии. Вскоре стал важным игроком команды, выиграв с ней кубок и кубок лиги Румынии.

## Карьера в сборной
Варела, имея кабо-вердианские корни, решил выступать за сборную своей исторической родины. 27 мая 2008 года дебютировал в официальных матчах в составе национальной сборной Кабо-Верде в товарищеской игре против сборной Люксембурга (1:1).
В составе сборной был участником Кубка африканских наций 2013 в ЮАР, на котором сыграл во всех четырёх матчах сборной на турнире и забил гол в последнем матче группового этапа против сборной Анголы (2:1), который помог кабовердийцам одержать победу и выйти из группы.
В сентябре 2013 года во втором раунде отбора на Чемпионат мира 2014 года сборная Кабо-Верде в последнем туре обыграла сборную Туниса (2:0) и пробилась в раунд плей-офф. Однако из-за выхода на поле дисквалифицированного Варелы кабовердийцы получили техническое поражение 0:3 и пропустили в следующий этап тунисцев.

## Достижения
«Стяуа»
- Чемпион Румынии (2): 2013/14, 2014/15
- Обладатель Кубка Румынии: 2014/15
- Обладатель Кубка Румынской лиги: 2014/15

ПАОК
- Чемпион Греции (1): 2018/19
- Обладатель Кубка Греции (2): 2016/17, 2017/18